# (9934) Caccioppoli
(9934) Caccioppoli est un astéroïde de la ceinture principale.

## Description
(9934) Caccioppoli est un astéroïde de la ceinture principale. Il fut découvert le 20 octobre 1985 à la station Anderson Mesa par Edward L. G. Bowell. Il présente une orbite caractérisée par un demi-grand axe de 2,58 UA, une excentricité de 0,23 et une inclinaison de 16,6° par rapport à l'écliptique.

## Compléments